# Igreja de Achao
A Igreja Santa Maria de Loreto de Achao referida frequentemente como Igreja de Achao ou Igreja Santa María de Achao é um templo católico localizado na praça de armas da localidade de Achao, na comuna chilota de Quinchao, na ilha homónima do sul de Chile, que faz parte do grupo de 16 igrejas de madeira de Chiloé qualificadas como Monumento Nacional de Chile e reconhecidas como Património da Humanidade pela Unesco.
A construção de sua nave central e das laterais, levada a cabo por misioneros jesuítas, datam de 1740 o que a convertem na igreja mais antiga de Chiloé e a igreja de madeira mais antiga de Chile sendo considerada por todo isso como uma das mais valiosas de todo o país. A torre que se pode apreciar na actualidade data de princípios do século XX.
É a sede de uma das 24 parroquias que fazem parte da Diocese de San Carlos de Ancud.